# 彦根観光バス
彦根観光バス株式会社（ひこねかんこうバス）は、滋賀県彦根市に本社を置くバス事業者。

## 概要
貸切バスの運行を本業とする事業者であるが、稲枝駅を発着する路線バスの運行も行う。

## 運賃
注記がない場合、すべて2022年4月時点のデータである。

### 普通運賃
- 大人：210円 または 310円
- 小児：110円 または 160円

運賃は乗車区間によって異なる。なお、障がい者は半額、未就学児（幼児・乳児）は無料となる。

### 定期券
- 通勤：1ヶ月用・3ヶ月用・6ヶ月用
- 通学：1ヶ月用・3ヶ月用・6ヶ月用 と 学期単位（1学期用・2学期用・3学期用）

販売額は普通運賃の金額および（定期券の）適用期間によって異なる。なお、障がい者は3割引きとなる。

## 現行路線
稲枝循環線は「本庄中 - 新海」と「柳川緑地公園 - 上岡部」の各区間内でフリー乗降制度を導入している（「新海 - 美浜団地 - 柳川緑地公園」間など、記載されていない区間はすべて適用外となる）。

### 稲枝循環線
- 稲枝駅 - 服部口 - 彦富口 - 彦富 - 出路 - 稲枝支所前 - 田原 - 上岡部 - 上西川 - 下西川 - 甲崎 - 薩摩 - 柳川 - 柳川緑地公園 - 美浜団地 - 新海 - 田附西 - 田附 - 農協前 - 本庄中 - 本庄 - 下稲葉 - 上稲葉 - 彦富口 - 服部口 - 稲枝駅（ → 聖泉大学 → 稲枝駅）
- 稲枝駅 - 聖泉大学 - 稲枝駅

#### 運行本数
下記の本数が設定されるが、全便とも、土曜・日曜・祝日および年末年始（12月29日から翌年1月3日）は運休となる。

##### 稲枝循環線：「田原」先回り
- 朝に1便（稲枝駅 → 田原 → 稲枝駅 → 聖泉大学 → 稲枝駅）[2]

##### 稲枝循環線：「本庄」先回り
- 夕方に1便（稲枝駅 ← 上岡部 ← 本庄 ← 上稲葉 ← 稲枝駅）[3]

##### 稲枝循環線：「聖泉大学シャトル」
- 朝1便、夕方2便のみ（稲枝駅 - 聖泉大学 - 稲枝駅）[2][3]

## 廃止路線

### 蚊野線
- 稲枝駅 - 聖泉大学 - 豊郷駅 - 蚊野
- 稲枝駅 - 聖泉大学 - 豊郷駅 - 金剛輪寺

両経路とも2011年10月1日のダイヤ改正で廃止された。

## 車両
- 貸切バス
  - 三菱ふそう・エアロクイーン
  - 三菱ふそう・エアロミディMJ
- 路線バス
  - 日野・リエッセ

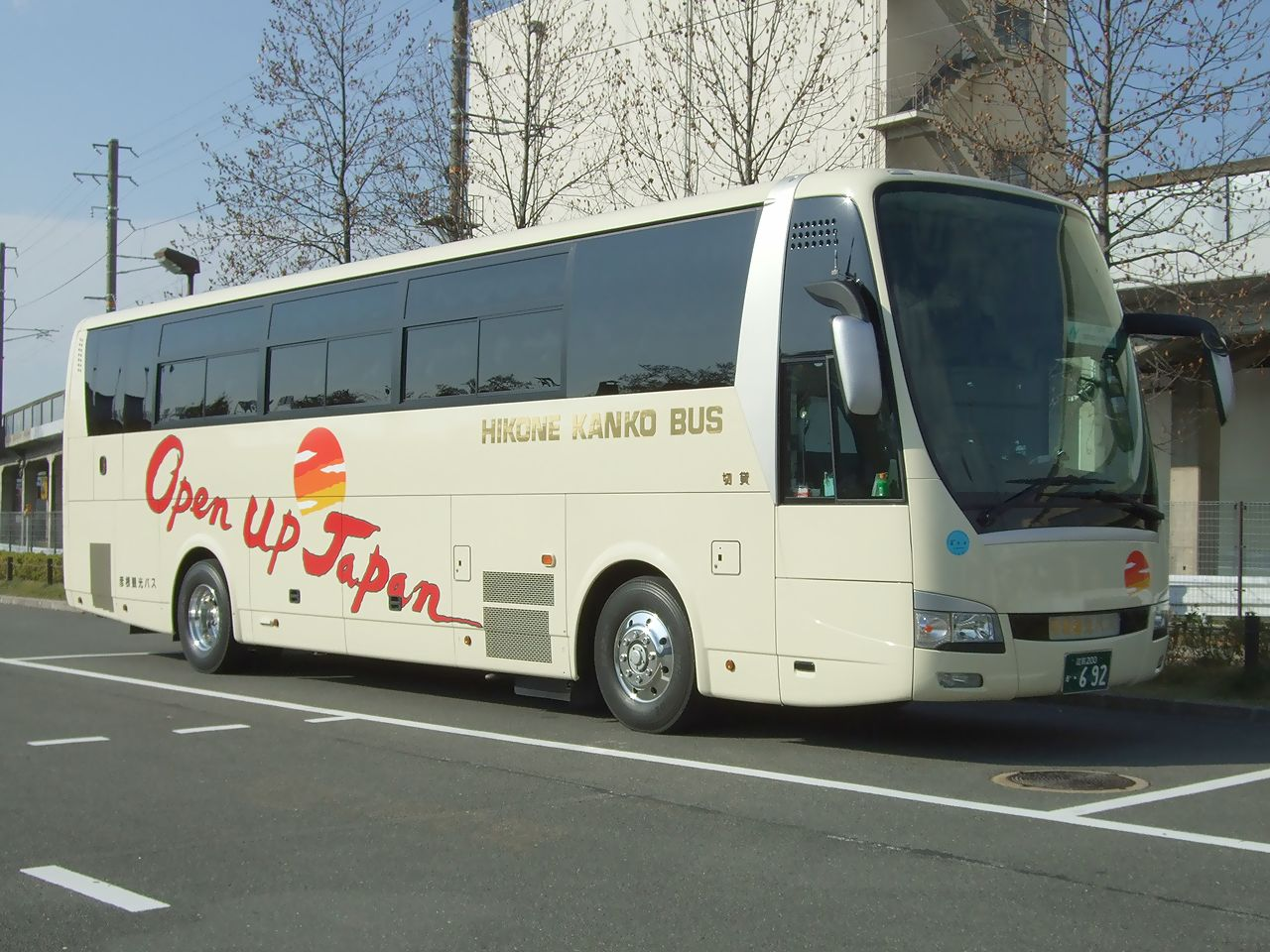
貸切バスの車両
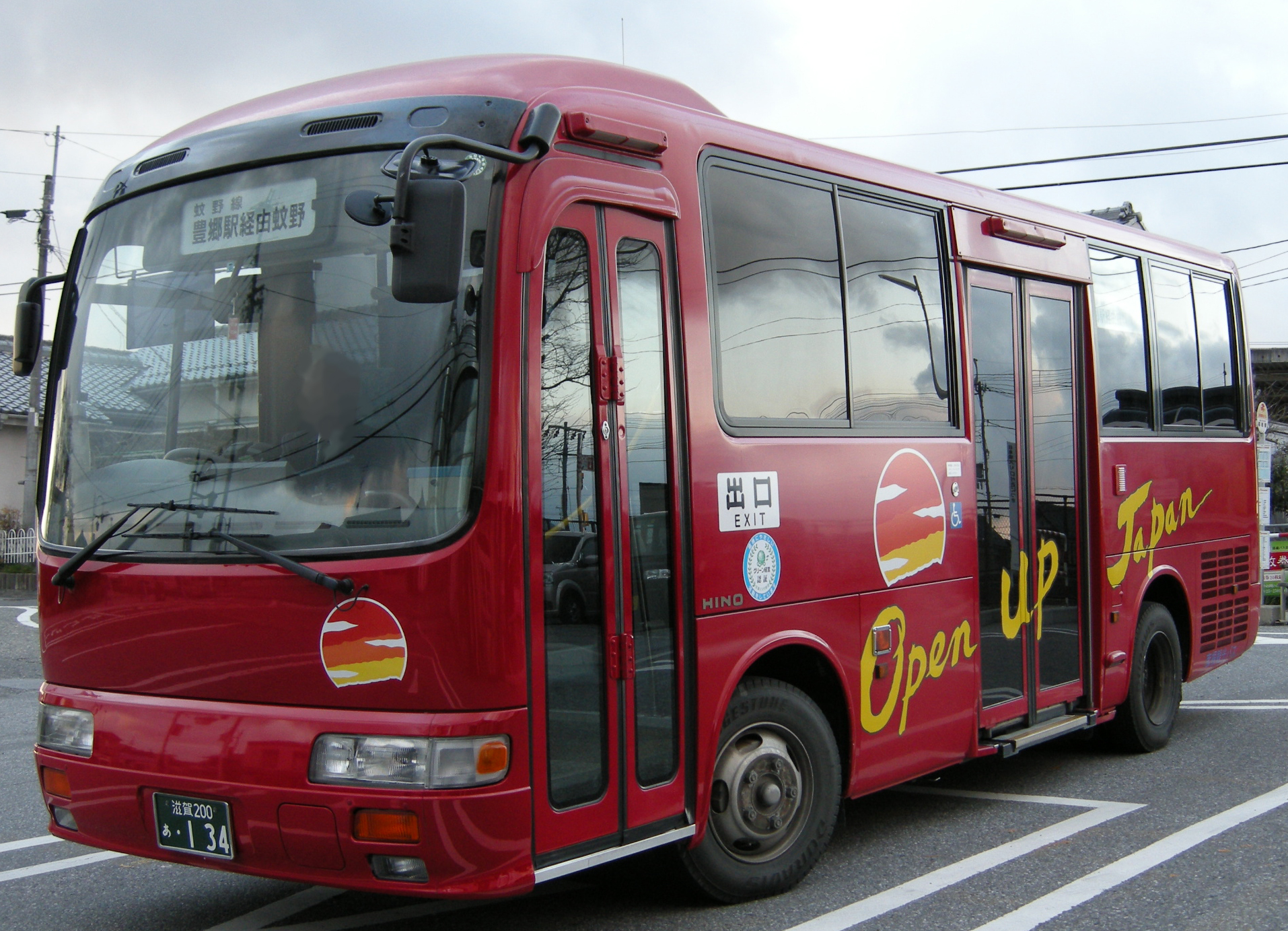
路線バスの車両
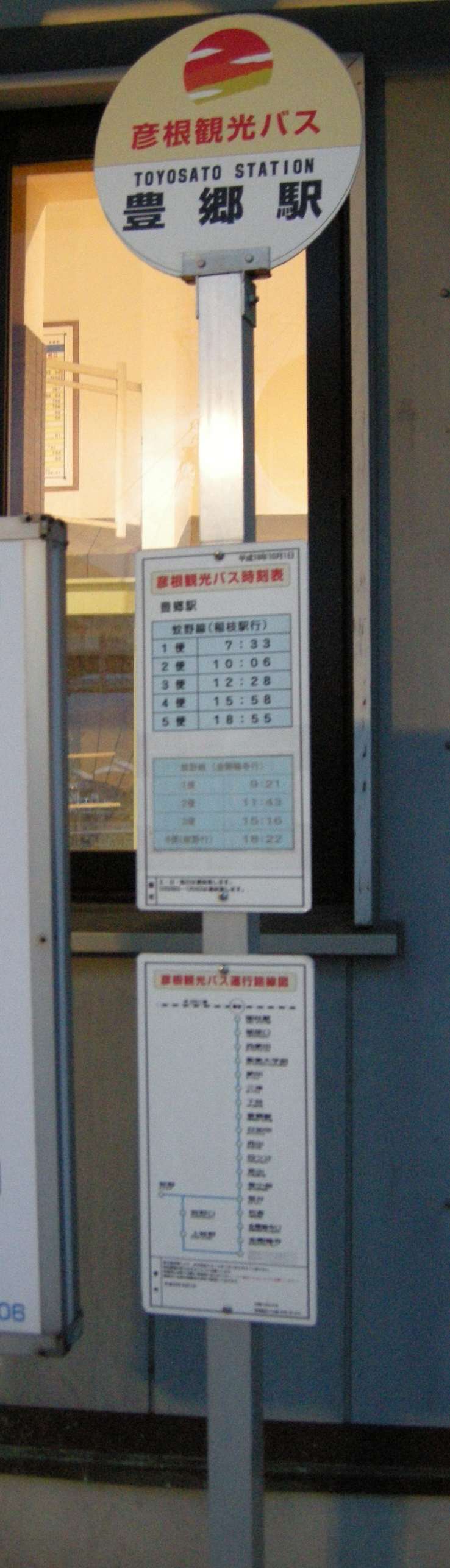
路線バスのバス停